# Dmitrij Ustinov
Dmitrij Fjodorovitj Ustinov (russisk: Дми́трий Фёдорович Усти́нов, tr. Dmítrij Fjodorovitj Ustínov; født 30. oktober 1908 i Samara, Det Russiske Kejserrige, død 20. december 1984 i Moskva, Sovjetunionen) var en sovjetisk marskal, politiker og forsvarsminister for Sovjetunionen fra 1976 og frem til sin død i 1984.